# (4271) Novosibirsk
(4271) Novosibirsk es un asteroide perteneciente al cinturón de asteroides, descubierto el 3 de abril de 1976 por Nikolái Stepánovich Chernyj desde el Observatorio Astrofísico de Crimea (República de Crimea).

## Designación y nombre
Designado provisionalmente como 1976 GQ6. Fue nombrado Novosibirsk en homenaje a Novosibirsk ciudad de Siberia.